# 난부씨
난부 씨(일본어: 南部氏)는 무쓰국을 근거지로 한 무가 씨족이다. 본성은 겐지이고 본관지는 가이국 난부 향이며 중시조는 난부 미쓰유키이다.

## 같이 보기
- 모리오카번
- 하치노헤번
- 시치노헤번